# Cana-caiana

Cana-caiana é uma variedade de Cana-de-açúcar de coloração de colmos arroxeados. É muito suscetível a doenças, em especial ao mosaico da cana, provocado por um vírus.
Em contraste às outras variedades de canas-de-açúcar, a caiana é macia o bastante para ser consumida sem auxílio de um engenho.
A cana-caiana foi muito utilizada para a produção de açúcar, devido à sua qualidade e alto teor de açúcar. Atualmente, seu cultivo é contraindicado por ser fonte de disseminação do vírus causador do mosaico.
Foi introduzida no Brasil depois da Invasão da Guiana Francesa, durante o reinado de D.João VI. Era também conhecida como cana d'Otaiti.